# Iouri Chtchekotchikhine
Iouri Petrovitch Chtchekotchikhine, né le 9 juin 1950 à Kirovabad, aujourd'hui Gandja en Azerbaïdjan, et mort le 3 juillet 2003 à Moscou, est un journaliste d'investigation soviétique puis russe, écrivain et député libéral à la Douma d'État russe. 
Chtchekotchikhine écrit et fait campagne contre l'influence du crime organisé et de la corruption. Son dernier livre de non-fiction, Slaves of the KGB, parle de personnes qui travaillent comme informateurs du KGB. En tant que journaliste pour le journal Novaïa Gazeta, Chtchekotchikhine enquête sur des attentats à la bombe contre des appartements soupçonnés d'avoir été organisés par les services secrets russes et sur le scandale de corruption Trois Baleines qui implique des officiers de haut rang du FSB et est associé au blanchiment d'argent par l'intermédiaire de la Bank of New York Mellon.
Il meurt subitement le 3 juillet 2003 d'une mystérieuse maladie quelques jours avant son départ prévu pour les États-Unis, où il prévoit de rencontrer des enquêteurs du FBI. Ses documents médicaux sont soit perdus soit détruits par les autorités. Les symptômes de sa maladie correspondent à ceux d'un empoisonnement par des matières radioactives. Selon plusieurs sources, la mort de Iouri Chtchekotchikhine est un assassinat à motivation politique,.

## Biographie

### Jeunesse
Chtchekotchikhine est né à Kirovabad, RSS d'Azerbaïdjan en juin 1950 et était d'origine azerbaïdjanaise.

### Journalisme d'investigation et carrière politique
Chtchekotchikhine est diplômé du Département de journalisme de l'Université d'État de Moscou en 1975. Il a travaillé comme journaliste d'investigation à Komsomolskaya Pravda (1972-1980) et Literaturnaya Gazeta (1980-1996), puis comme rédacteur en chef adjoint du journal libéral Novaïa Gazeta (à partir de 1996). À partir des années 1990, il a publié de nombreux articles critiquant les première et deuxième guerres de Tchétchénie, les violations des droits de l'homme dans l'armée russe, la corruption de l'État et d'autres problèmes sociaux.
Au cours de l'été 1988, Chtchekotchikhine a publié une interview d'un lieutenant-colonel de la milice Alexandre Gourov, dans laquelle l'existence du crime organisé en Union soviétique a été déclarée publiquement pour la première fois. Cela a rendu célèbre Gurov (qui est devenu le chef de la 6e agence du MVD de l'URSS qui luttait contre le crime organisé) et Chtchekotchikhine.
Iouri Chtchekotchikhine a commencé sa carrière politique en 1990, lorsqu'il a été élu en tant que représentant au Congrès des députés du peuple. Il a été élu à la Douma d'État russe par le parti libéral Iabloko en 1995. Il a été membre d'un comité de la Douma sur les problèmes de corruption et était un expert de l'ONU sur les problèmes du crime organisé. Il était un adversaire virulent des première et deuxième guerres de Tchétchénie. Depuis le début de 1995, il est auteur et animateur d'une émission de journalisme d'investigation intitulée Special Team sur ORT, la première chaîne de télévision russe (alors détenue par Boris Berezovsky). En octobre 1995, les responsables de la chaîne clôturent le programme. Selon Chtchekotchikhine, la raison en était un épisode intitulé For Motherland! For Mafia!, consacrée à la guerre de Tchétchénie et déclenchée, selon lui, par les « grandes banques de Russie. »
En 2000, il a accusé le vice-Premier ministre russe Ilia Klebanov d'avoir dissimulé le fait que la Russie n'avait pas les ressources nécessaires pour tenter de sauver l'équipage du sous-marin Koursk. À partir de 2002, Chtchekotchikhine est membre de la Commission Sergueï Kovalev, qui a enquêté sur les allégations selon lesquelles les attentats à la bombe contre des appartements à Moscou en 1999 avaient été orchestrés par le Service fédéral de sécurité russe (FSB) pour générer un soutien à la guerre. L'un des derniers articles de Chtchekotchikhine avant sa mort était « Sommes-nous la Russie ou le KGB de l'Union soviétique ? ». Il a décrit des questions telles que le refus du FSB d'expliquer au Parlement russe quel gaz toxique a été libéré lors de la crise des otages du théâtre de Moscou et le travail des services secrets du Turkménistan, qui ont opéré en toute impunité à Moscou contre des citoyens russes d'origine turkmène.
Il a également tenté d'enquêter sur le scandale de corruption des trois baleines et les activités criminelles des agents du FSB liées au blanchiment d'argent par l'intermédiaire de la Banque de New York et les actions illégales d'Evgueni Adamov, ancien ministre russe de l'énergie nucléaire,,. L'affaire Trois Baleines était sous le contrôle personnel du président Vladimir Poutine. En juin 2003, Chtchekotchikhine a contacté le FBI et a reçu un visa américain pour discuter de l'affaire avec les autorités américaines. Cependant, il n'a jamais atteint les États-Unis en raison de sa mort subite. Certains médias russes ont affirmé que Poutine avait émis un ordre de licencier 19 officiers de haut rang du FSB impliqués dans cette affaire en septembre 2006 dans le cadre d'une lutte pour le pouvoir au Kremlin, mais tous ces officiers continuent d'occuper leurs postes au FSB depuis novembre 2006.

### Décès
Chtchekotchikhine est décédé subitement le 3 juillet 2003 après une mystérieuse maladie de 16 jours. Il a été officiellement déclaré qu'il était décédé d'un syndrome allergique de Lyell. Son traitement médical et son autopsie ont eu lieu à l'hôpital clinique central, qui est « étroitement contrôlé par le Service fédéral de sécurité russe car il traite les hauts fonctionnaires russes. » Ses proches se sont vu refuser un rapport médical officiel sur la cause de sa maladie et se sont vu interdire de prélever des échantillons de ses tissus pour une enquête médicale indépendante. Les journalistes de Novaïa Gazeta ont réussi à envoyer ses échantillons de tissus à des « grands spécialistes étrangers. » Les experts ne sont parvenus à aucune conclusion définitive. Cela a provoqué de nombreuses spéculations sur la cause de sa mort, d'autant plus qu'un autre membre de la commission Kovalev, Sergueï Iouchenkov, a été assassiné la même année, et que le conseiller juridique et enquêteur de la commission, Mikhaïl Trepachkine, a été arrêté par autorités russes.
Certains reportages ont établi des parallèles entre les empoisonnements de Chtchekotchikhine, Alexandre Litvinenko, et l'ancien garde du corps du président Vladimir Poutine, Roman Tsepov, décédé de la même manière à Saint-Pétersbourg en septembre 2004. D'autres ont relevé Lecha Islamov, un rebelle tchétchène, mort dans une prison russe en 2004. « Les trois cas d'empoisonnement - d'Islamov, Chtchekotchikhine et Litvinenko - sont unis non seulement par le tableau clinique, qui est identique aux détails près, mais aussi par le fait que les traces des empoisonneurs indiquent clairement une adresse : Moscou, Loubianka (siège du FSB) », selon un article de l'agence Chechenpress rédigé par Zelimkhan Khadjiev.

### Dernier livre
Le dernier livre publié de Chtchekotchikhine était Slaves of the KGB: 20th Century. La Religion de la trahison (Рабы ГБ. XX век. Религия предательства), racontant les histoires vraies de certaines des nombreuses personnes recrutées de force par le KGB russe (dont les opérations nationales devinrent plus tard le FSB ) pour travailler comme informateurs ou agents infiltrés. Ces personnes sont pratiquement devenues les esclaves de leurs contrôleurs du KGB, trahissant leurs parents, amis proches et collègues. Quand il est mort, il n'avait pas fini de travailler sur un livre sur les guerres du XXe siècle en Tchétchénie.
Dans une interview qu'il a donnée juste avant son décès, il dit :

« Il y a de nombreuses années, nous avons résumé la mafia par la phrase suivante : le lion a sauté. Cette année, en janvier, nous avons donné à la mafia la caractérisation suivante : Le lion a sauté et porte déjà des épaulettes. En comparaison avec ce qui se passe aujourd'hui dans nos services de sécurité, dans notre parquet, tous les bandits sont simplement des boy-scouts. Aujourd'hui, ce sont précisément les personnes dont on a besoin pour lutter contre la criminalité et la corruption qui ont levé le drapeau de la corruption et de la criminalité. Cela n'a pas échappé à la police secrète ; ce qui ne s'est jamais produit auparavant se produit constamment aujourd'hui - la protection qu'elle fournit, les énormes sommes d'argent qu'elle reçoit et le contrôle des ports et des banques qu'elle exerce »

## Enquête
À la demande du personnel du journal Novaïa Gazeta, la commission d'enquête du bureau du procureur général de Russie rouvre l'enquête sur sa mort le 27 octobre 2007. En avril 2008, un responsable de la commission d'enquête déclare qu'il y aura un autre test effectué sur ses tissus pour déterminer s'il y avait eu un cas d'empoisonnement. Le procureur général de Russie classe l'affaire pénale en avril 2009 après que l'examen n'a pas réussi à prouver l'empoisonnement ou la mort violente,.

## Au cinéma
Dans le film Words of War, consacré à la journaliste Anna Politkovskaïa, il est interprété par Ben Miles.